# Milpitas
Milpitas város az USA Kalifornia államában, Santa Clara megyében. Lakosainak száma 80 273 fő (2020. április 1.).

## Népesség
A település népességének változása:
| Lakosok száma | 6572 | 66 790 | 80 273 |
|               | 1960 | 2010   | 2020   |